# ロバート・エルスウィット
ロバート・エルスウィット（Robert Elswit, 1950年4月22日 - ）は、アメリカ合衆国出身の撮影監督。

## 人物
ポール・トーマス・アンダーソン監督作品の撮影で知られている。2007年の『ゼア・ウィル・ビー・ブラッド』で、アカデミー撮影賞を受賞している。

## 主な作品
- シュア・シング The Sure Thing （1985年）
- ビビアンの旅立ち Desert Hearts （1985年）
- バッド・インフルエンス/悪影響 Bad Influence （1990年）
- ゆりかごを揺らす手 The Hand That Rocks the Cradle （1992年）
- 激流 The River Wild  （1994年）
- ハッピィブルー The Pallbearer （1996年）
- ハードエイト Hard Eight （1996年）
- ブギーナイツ Boogie Nights （1997年）
- 007 トゥモロー・ネバー・ダイ Tomorrow Never Dies （1997年）
- マグノリア Magnolia （1999年）
- 8mm 8MM （1999年）
- 偶然の恋人 Bounce （2000年）
- クローン Impostor （2001年）
- パンチドランク・ラブ Punch-Drunk Love （2002年）
- ジーリ Gigli （2003年）
- ニューオーリンズ・トライアル Runaway Jury （2003年）
- グッドナイト&グッドラック Good Night, and Good Luck. （2005年）
- シリアナ Syriana （2005年）
- アメリカン・ドリームズ American Dreamz （2006年）
- フィクサー Michael Clayton （2007年）
- ゼア・ウィル・ビー・ブラッド There Will Be Blood （2007年）
- あの日、欲望の大地で The Burning Plain （2008年）
- デュプリシティ 〜スパイは、スパイに嘘をつく〜 Duplicity （2009年）
- ヤギと男と男と壁と The Men Who Stare at Goats （2009年）
- ソルト Salt （2010年）
- ザ・タウン The Town （2010年）
- ミッション:インポッシブル/ゴースト・プロトコル Mission: Impossible – Ghost Protocol （2011年）
- ボーン・レガシー The Bourne Legacy （2012年）
- ナイトクローラー Nightcrawler （2014年）
- インヒアレント・ヴァイス Inherent Vice （2014年）
- ミッション:インポッシブル/ローグ・ネイション Mission: Impossible - Rogue Nation （2015年）
- ゴールド/金塊の行方 Gold （2016年）
- ザ・ナイト・オブ The Night Of (2016年)
- ローマンという名の男 -信念の行方- Roman J. Israel, Esq. （2017年）
- スカイスクレイパー Skyscraper （2018年）
- ベルベット・バズソー: 血塗られたギャラリー Velvet Buzzsaw (2019年)
- キング・オブ・スタテンアイランド The King of Staten Island (2020年)
- ドリームプラン King Richard (2021年)
- ボブ・マーリー:ONE LOVE Bob Marley: One Love (2024年)